# Su Notante

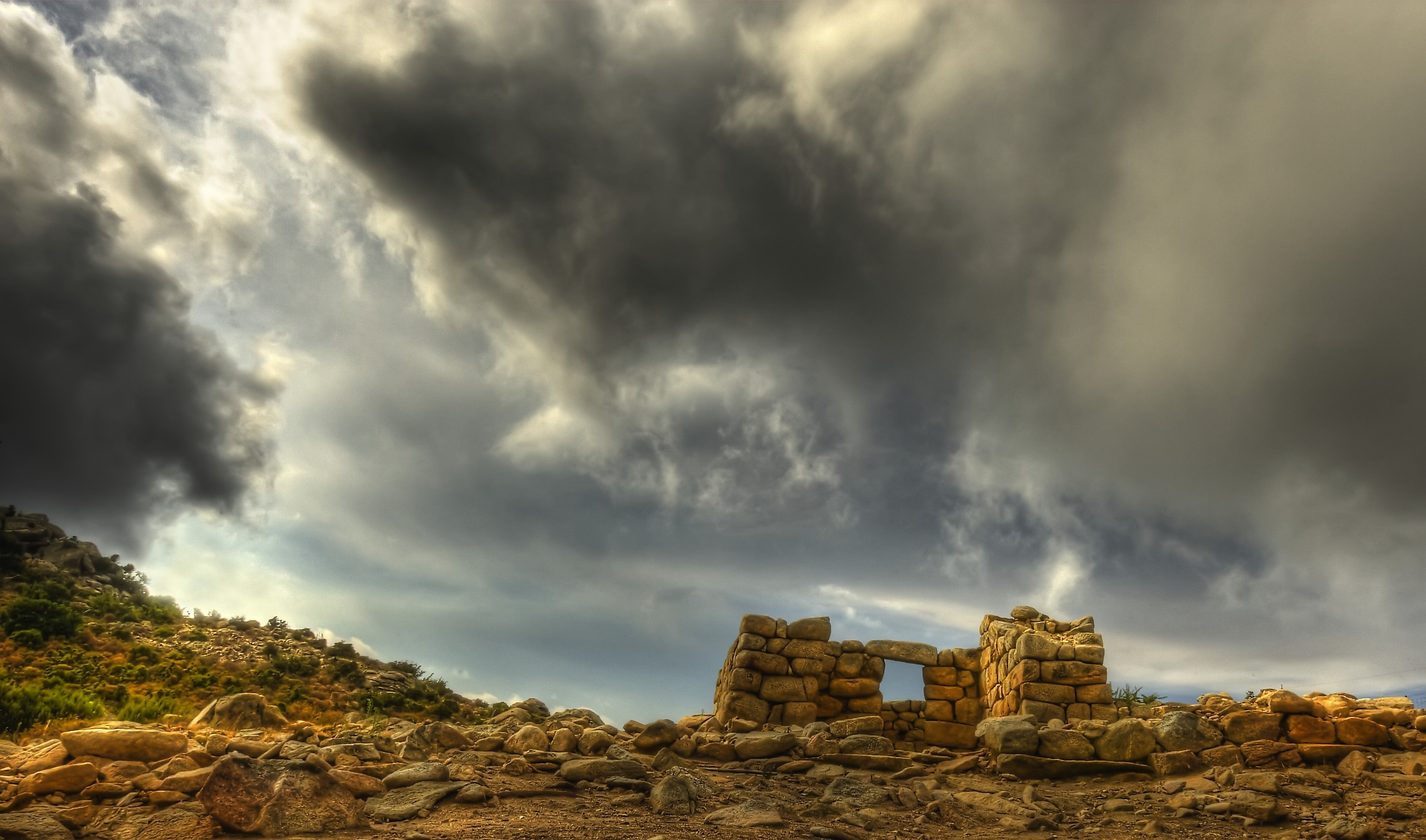
Tempel von Su Notante

Die archäologische Stätte Su Notante mit dem Brunnenheiligtum (italienisch Pozzo sacro) liegt im Tal des Flusses Cedrino (sard. Tzedrinu) an den Hängen des Monte e’ Senes auf 530 Metern über dem Meeresspiegel, in Irgoli in der Provinz Nuoro auf Sardinien. Direkt unterhalb befindet sich der Antentempel Janna 'e Pruna.
Su Notante zählt zu den Kultstätten aus der Zeit der Nuraghenkultur und war dem Wasserkult geweiht. Sie umfasst einen Tempel und weitere Gebäudereste. Innerhalb der Anlage wurden unter anderem Keramikfragmente und Überreste von Bronzevotiven gefunden, die in die späte Bronze- und frühe Eisenzeit (1200-800 v. Chr.) datieren.
Die in einer 1,45 m hohen Kammer gefasste natürliche Quelle Su Notante ist von einer monumentalen Fassade aus bearbeiteten Granit umgeben, die den Hang stützt. Vor der Kultnische liegt stets ein kleiner Vorplatz, der durch Bauarbeiten verunstaltet wurde. Intakte Brunnentempel wie Su Tempiesu haben eine komplexere Form als Nuraghen. Sie sind jünger, die Anlage Su Notante stammt aus dem 12. Jahrhundert v. Chr. und ihre Steine sind sehr präzise bearbeitet. 1994 wurde Su Notante ausgegraben.